# Хосе Мирака
Хосе Леон Мирака  (23. септембар 1903. — непознат датум смрти) био је парагвајски фудбалски дефанзивац који је играо за Парагвај на ФИФА-ином светском првенству 1930. Играо је и за Клуб Национал .